# Cromo (mitología)
En la mitología griega, Cromo (Κρῶμος, Κρόμου, Κρώμου) es un príncipe arcadio, hijo de Licaón. Fue el fundador de la ciudad de Cromos, en Arcadia, a la que dio su nombre.
Al igual que sus hermanos, Cromo era un príncipe que destacaba por su impiedad, hasta tal punto que el mismo Zeus se dirigió al palacio de los licaónidas, disfrazado de mendigo o de agricultor, para comprobar si eran ciertos los rumores sobre sus atrocidades. Habiendo presenciado signos sobre la divinidad de su huésped, los hijos de Licaón decidieron asesinar a un niño o, según otra tradición, Licaón asesinó a uno de sus hijos, Níctimo. La víctima del sacrificio fue servido en la cena a Zeus, mezclado con entrañas de animales, para así comprobar si era o no un dios. Pero Zeus, dándose enseguida cuenta de lo abominable del manjar, devolvió a la vida a Níctimo y fulminó con sus rayos a sus asesinos, o bien los convirtió en lobos.